# زير نساء (أغنية)
«زير نساء» أو «وومانيزر» (بالإنجليزية: Womanizer) هي أغنية للمغنية الأمريكية بريتني سبيرز، من ألبومها السادس سيرك. صدرت الأغنية في 3 أكتوبر، 2008، كالأغنية المنفردة الرئيسية من الألبوم بواسطة تسجيلات جايف.
«وومانيزر» هي أغنية إيقاعية من نوع البوب الراقص، وصفتها سبيرز بأنها نشيد للنساء. كلمات الأغنية تتحدث عن رجل يلاحق النساء، ولكن سبيرز تعلم ما هو فعلاً. أشاد النقاد بلحن الأغنية وكلماتها التي تبعث إلى القوة، وتوقع النقاد إلى أنها أغنية مهمة من الألبوم وصنفوها «كأغنية العودة».
تحمل الأغنية طابع البوب الإلكتروني مع إلهامات من أغاني سبيرز السابقة، وتتحدث الكلمات عن «زير نساء»، وتغني سبيرز بأكثر من صوت خلال الأغنية، مظهرة في الكلمات أنه تعرف حقيقة الرجل. ووصفت سبيرز الأغنية بأنها نشيد وطني للفتيات. لاقت الأغنية نجاحاً تجارياً، وأحبها النقاد بوصفها «أغنية عودة بريتني سبيرز». وصلت الأغنية إلى قمة مراكز السباقات في العديد من البلدان، بينها الولايات المتحدة، حيث كانت أول أغنية تحقق ذلك لسبيرز منذ ...حبيبي مرة أخرى، وباعت الأغنية 3,000,000 نسخة في الولايات. ترشحت الأغنية لجائزة غرامي لأفضل أغنية راقصة، لكنها خسرت لصالح وجه البوكر لليدي غاغا.

## الفيديو كليب
فاز الفيديو بجائزة إم تي في الموسيقية لأفضل فيديو بوب، وقالت سبيرز أن الفيديو هو الجزء الثاني لفيديو سبيرز السابق سام.
يبدأ الفيديو بعبارة "Womanizer" («زير نساء»). خلال المقدمة، تظهر سبيرز عارية في حمام ساونا، مبتسمة ومغطية نفسها بيديها. هذه المقاطع تتقاطع مع المقاطع الأخرى خلال الفيديو. عندما يبدأ المقطع الأول، تظهر سبيرز شقراء مرتدية لباس نوم وتعد الفطور لحبيبها، بينما يستعد للعمل. عندما يكون الحبيب يعمل في مكتبه، يرى سكرتيرة جديدة، التي تكون في الواقع سبيرز مرتدية نظارات سميكة وتنورة جلدية مغطية ركبتيها. تبدأ بالرقص أمامه وتغني اللازمة. تجعله بعد ذلك يلحقها إلى آلة النسخ، حيث تصور مؤخرتها. في الخلف نرى رجلاً غريباً ينظر، نفس الرجل الذي يظهر في مقطع الطائرة في «سام». بعد ذلك، تظهر سبيرز صهباء تعمل نادلة في مطعم. ترقص حوله مع راقصيها، ثم تغريه في المطبخ. بعد ذلك، يركب الحبيب ليموزين، حيث تقوده سبيرز الجديدة إلى المنزل، تبدأ عندها بتقبيله، وهي تقود السيارة بطرف قدمها حتى يصل إلى المنزل. عندما يصل إلى غرفة النوم، تظهر سبيرز أنها كانت الثلاث نساء اللاتي كان يمارس تصرفاته «الزيرية» معهن. تهاجم سبيرز حبيبها بعد ذلك، حيث تظهر شخصيات سبيرز الثلاث يفعلن ذلك، لتعود الأصلية بعدها. ترمي سبيرز البطانية وتعد السرير، لينتهي الفيديو بسبيرز مبتسمة وعبارة «زير نساء» التي ظهرت أول الفيديو.
أخذت الأغنية نجاحاً عالمياً وتصدرت قوائم أفضل الأغاني في بلجيكا، كندا، الدنمارك، فنلندا، فرنسا، النرويج، السويد والولايات المتحدة. أيضاً وصلت إلى أول 10 مراكز في كل دولة دخلت الأغنية قائمتها. في الولايات المتحدة هي أغنية سبيرز الأولى التي تتصدر قائمة البيلبورد منذ أغنية «...بيبي ون مور تايم». وأيضاً كسرت الأغنية رقماً قياسياً لأسرع قفزة إلى المركز الأول في القائمة، ولكن تم كسر رقم سبيرز بأغنية لكيلي كلاركسون في 2009. «وومانيزر» أيضاً هي صاحبة أعلى مبيعات (رقمية) من ضمن أغاني سبيرز، لبيعها ما يفوق الثلاثة مليون ونصف نسخة.
في الفيديو المرافق للأغنية والذي فاز بجائزة إم تي في الموسيقية لأفضل فيديو بوب، تظهر سبيرز عارية في حمام ساونا، مبتسمة ومغطية نفسها بيديها. عندما يبدأ المقطع الأول، تظهر سبيرز شقراء مرتدية لباس نوم وتعد الفطور لحبيبها، بينما يستعد للعمل. عندما يكون الحبيب يعمل في مكتبه، يرى سكرتيرة جديدة، التي تكون في الواقع سبيرز مرتدية نظارات سميكة وتنورة جلدية مغطية ركبتيها. تبدأ بالرقص أمامه وتغني المقطع الثاني. تجعله بعد ذلك يلحقها إلى آلة النسخ، حيث تصور مؤخرتها. في الخلف نرى رجلاً غريباً ينظر (وهو نفس الرجل الذي يظهر في مقطع الطائرة في فيديو «توكسيك»). بعد ذلك، تظهر سبيرز صهباء تعمل نادلة في مطعم. ترقص حوله مع راقصيها، ثم تغريه في المطبخ. بعد ذلك، يركب الحبيب ليموزين، حيث تقوده سبيرز الجديدة إلى المنزل، تبدأ عندها بتقبيله، وهي تقود السيارة بطرف قدمها حتى يصل إلى المنزل. عندما يصل إلى غرفة النوم، تظهر سبيرز أنها كانت الثلاث نساء اللاتي كان يمارس تصرفاته «الزيرية» معهن. تهاجم سبيرز حبيبها بعد ذلك، حيث تظهر شخصيات سبيرز الثلاث يفعلن ذلك، لتعود الأصلية بعدها. ترمي سبيرز البطانية وتعد السرير، لينتهي الفيديو بسبيرز مبتسمة.
أخذت الأغنية ترشيحان لجوائز الإم تي في لعام 2009 وفازت بواحد (أفضل فيديو بوب), وأخذت ترشيح لجائزة غرامي كأفضل أغنية راقصة، ولكنها خسرت لصالح أغنية ليدي غاغا «بوكر فيس».

## الروابط الخارجية
- الفيديو كليب على يوتيوب